# Escuelita de Famaillá
La Escuelita de Famaillá fue el primer centro clandestino de detención de la Argentina. Se ubica en la localidad de Famaillá, Provincia de Tucumán. Fue construida entre 1972 y 1974.  Tenía capacidad para treinta o cuarenta prisioneros por celda. Funcionó desde 1978 a 2012 como centro educativo que se llamó Escuela primaria Diego de Rojas. El 2 de agosto de 2012, la «Escuelita de Famaillá», fue señalizada como Sitio de Memoria. Y el 5 de diciembre de 2015 se descubrió la placa que reconoce a "La Escuelita de Famaillá" como Lugar Histórico Nacional y Espacio para la Memoria y la Promoción de los Derechos Humanos.

## Historia

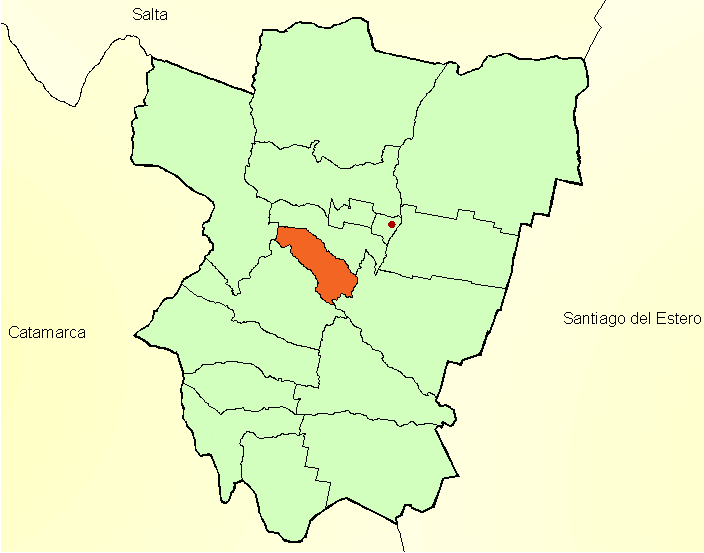
Departamento de Famaillá, en la provincia argentina de Tucumán.

Fue construida sobre la ruta provincial 323, a 35 kilómetros de San Miguel de Tucumán. Antes de recibir estudiantes fue desde el inicio del Operativo Independencia el principal centro clandestino de detención (CCD). El Operativo Independencia implicó la ocupación del territorio provincial por parte del Ejército Argentino, bajo cuyo control operacional se encontraban las policías federales, provinciales, la Gendarmería Nacional y los servicios penitenciarios. En toda la región sudoeste de la provincia, a lo largo del cordón agroindustrial que recorre la Ruta Nacional 38, se establecieron Bases Militares y campamentos dependientes de estas Bases, que funcionaron a su vez como CCD.
«La Escuelita» era sede del comando de operaciones conjuntas a cargo de la V Brigada de Infantería del Ejército Argentino, lo que la constituyó en el centro del circuito represivo, en coordinación con los campos de reclusión que se montaron en los ex ingenios Nueva Baviera, Lules y Santa Lucía, las comisarías de Famaillá y de Monteros, «la chimenea» de Caspinchango, los «conventillos de Fronterita» —ex-Ingenio Fronterita— los campamentos de Monte Grande y Acheral, y la Jefatura Central de Policía, entre otros. También varios establecimientos educativos como la Escuela de Educación Física y la Escuela de General Lavalle en Famaillá fueron destinados al alojamiento ilegal de detenidos.
Según testimonios obrantes en el Archivo Nacional de la Memoria y en causas judiciales, aquí permanecieron secuestradas entre 2000 y 2500, muchas de las cuales fueron asesinadas o se encuentran desaparecidas.
En el caso de los ingenios, la participación de las propias empresas en la persecución de trabajadores y delegados sindicales, dan cuenta de la complicidad civil.
A fines de 1976, el Comando se trasladó al ex ingenio Nueva Baviera, el edificio de «la Escuelita» se terminó de construir y en 1977 se inauguró como escuela «Diego de Rojas» donde empezó a funcionar el nivel primario y, luego, el terciario.

### La historia de La Escuelita de Famaillá

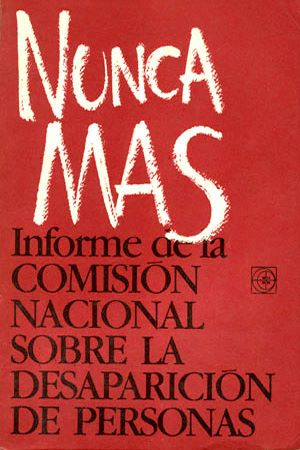
Portada de Nunca Más.

El general retirado Acdel Edgardo Vilas fue el primer jefe militar del Operativo Independencia, lanzado por el gobierno constitucional de María Estela Martínez de Perón con un decreto secreto firmado el 5 de febrero de 1975 para reprimir a la guerrilla marxista del Ejército Revolucionario del Pueblo (ERP), que actuaba en Monteros. Comandante de la Brigada de Infantería de Monte 5 con asiento en Tucumán, siendo el antecesor del general de brigada Antonio Domingo Bussi en la continuidad de la represión de la guerrilla rural. El procedimiento de detención se realizaba con oficiales y suboficiales de civil, y no vistiendo uniforme militar. De esta manera se evitaba tener que entregarlos a la justicia y se construía el terror basado en el ocultamiento de los autores. Los detenidos eran generalmente alojados en el primer Centro Clandestino de Detención del país, ubicado en Famaillá y llamado "La Escuelita", porque el local albergaba una escuela primaria. Por allí pasaron, según Vilas, entre febrero y diciembre de 1975, 1507 personas, que estuvieron cautivos, sometidos al arbitrio de sus captores y "La Escuelita" de Faimallá fue el primero de los lugares de tormento y exterminio, cuyo funcionamiento pudo constatar la CONADEP, que se materializó en el libro "Nunca Más".
Se trataba de una pequeña escuela de campaña, que en 1975 se encontraba en construcción. Tenía capacidad para treinta o cuarenta prisioneros. Estaba cercada por alambre tejido, entrando en ella a la izquierda había un aula y dos oficinas administrativas. un poco más adelante, a la derecha, estaban los baños, y a la izquierda ocho aulas. Frente a la última se encontraba una habitación que se utilizaba como sala de torturas.
Es así que sus instalaciones fueron utilizadas como centro clandestino de detención, dado el plan sistemático de terror y exterminio. La escuela “estaba ubicada a 500 metros de la plaza central de la ciudad que le da su nombre y se encontraba rodeada de casas particulares. Este establecimiento fue la cabecera del circuito clandestino provincial durante 1975, y allí fueron trasladados detenidos- desaparecidos tanto de la zona sur como del resto de la provincia”. Según testimonios del Archivo Nacional de la Memoria y presentados en causas judiciales, en la “Escuelita” permanecieron secuestradas alrededor de 2000 personas, que fueron sometidas a torturas y en muchos casos asesinadas o desaparecidas. Quienes investigaron estas prácticas llevadas a cabo en este lugar señalan que: "operativamente esto implicó la puesta en marcha de una logística de envergadura que garantizara el traslado de los detenidos desaparecidos. Los entrevistados que vivían en las inmediaciones del CCD relatan que era habitual ver la entrada y salida de los camiones que trasladaban los cuerpos, la llegada de helicópteros utilizados para el mismo fin y la permanente circulación del personal de las fuerzas represivas. Los vecinos más cercanos cuentan que por las noches se oían gritos de los torturados". 

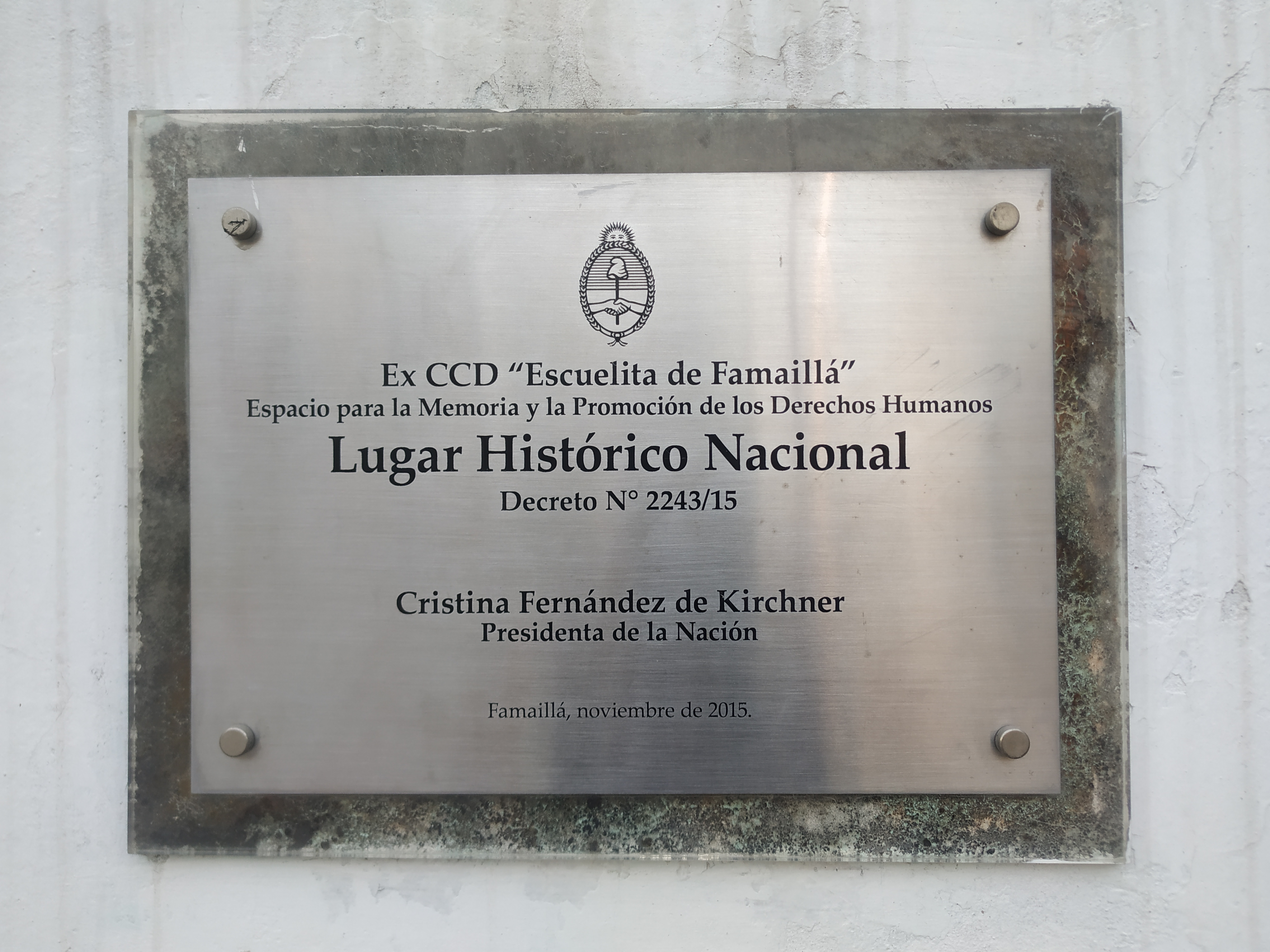
Placa
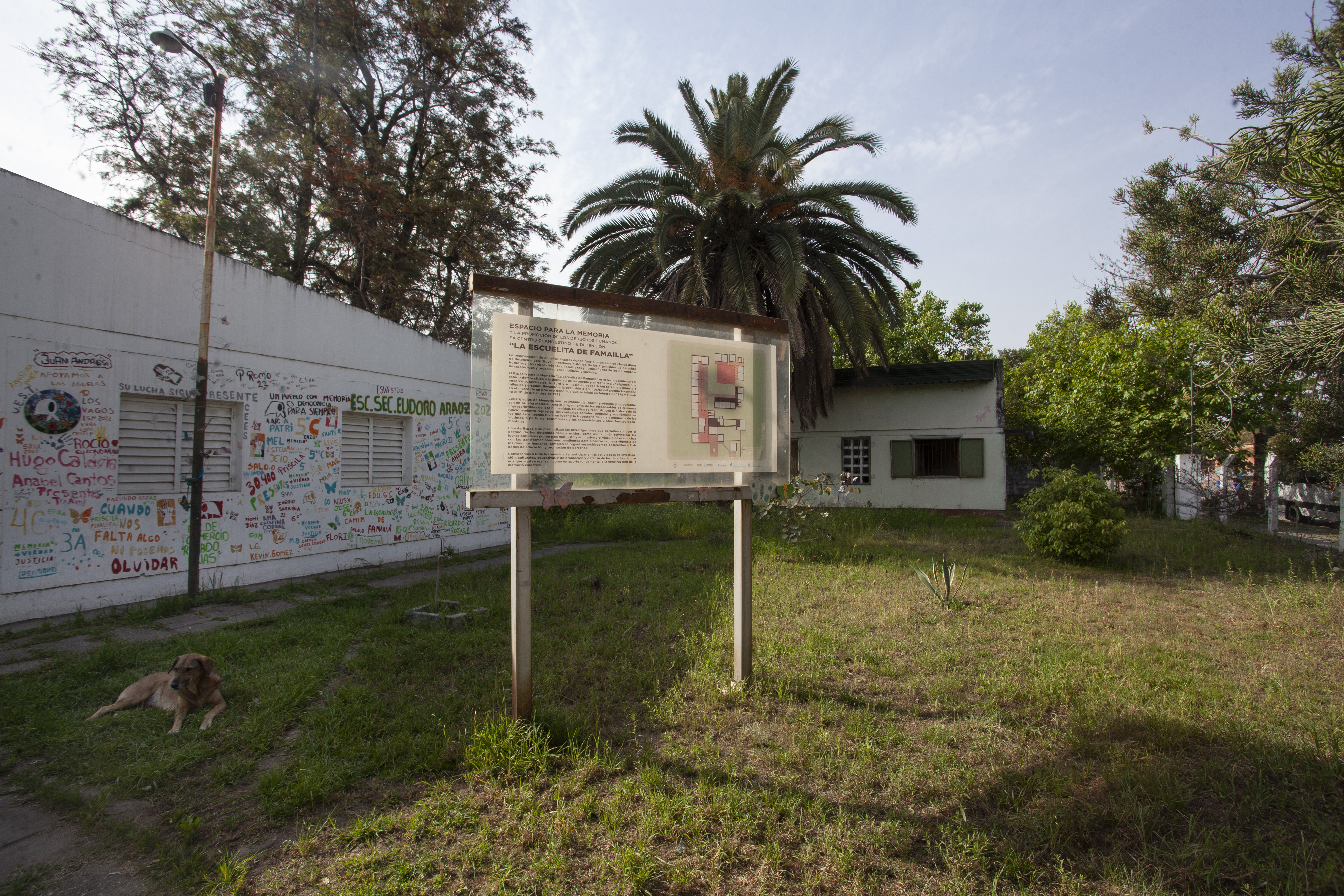
Cartel en la entrada
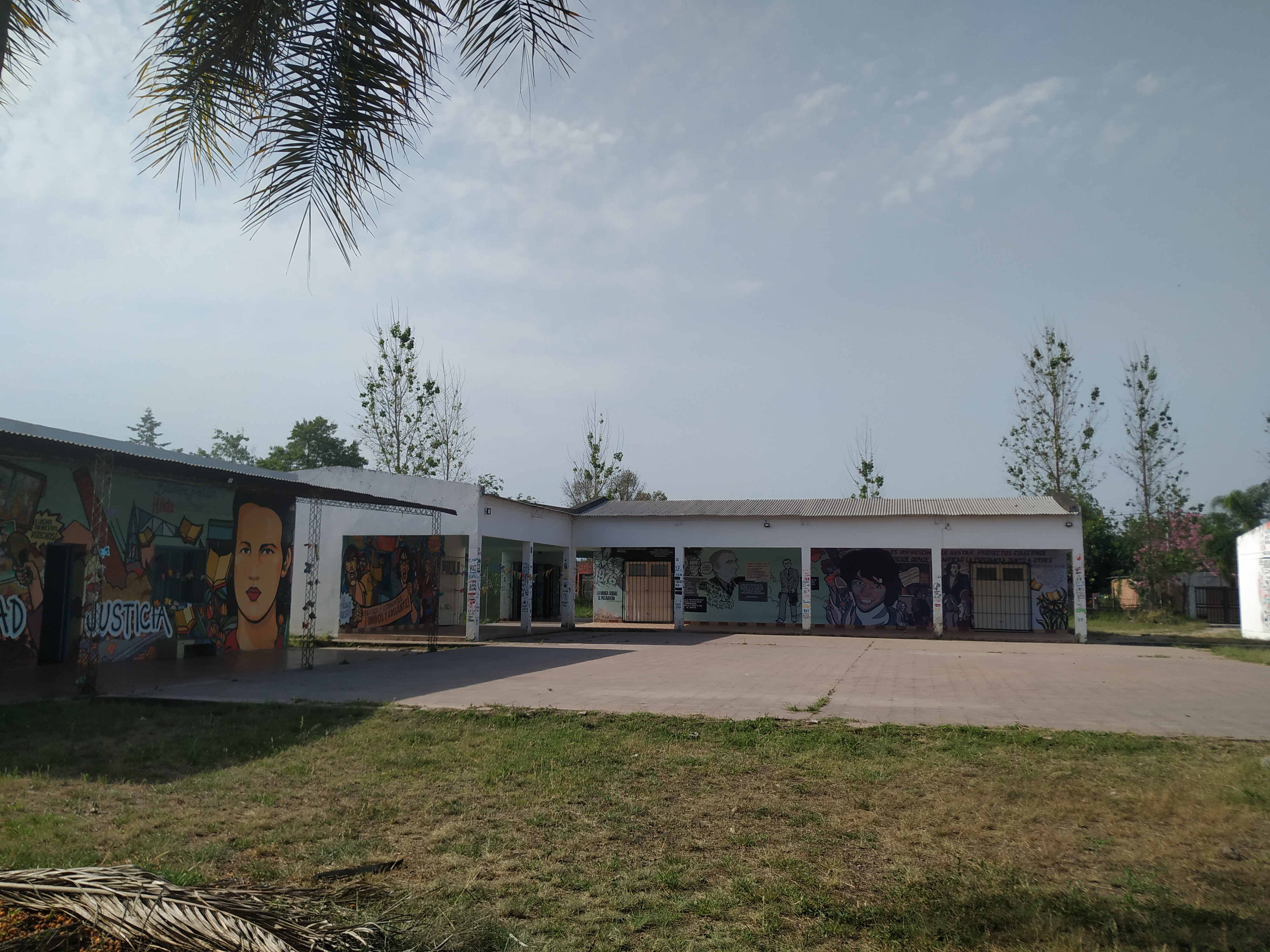
La Escuelita por dentro
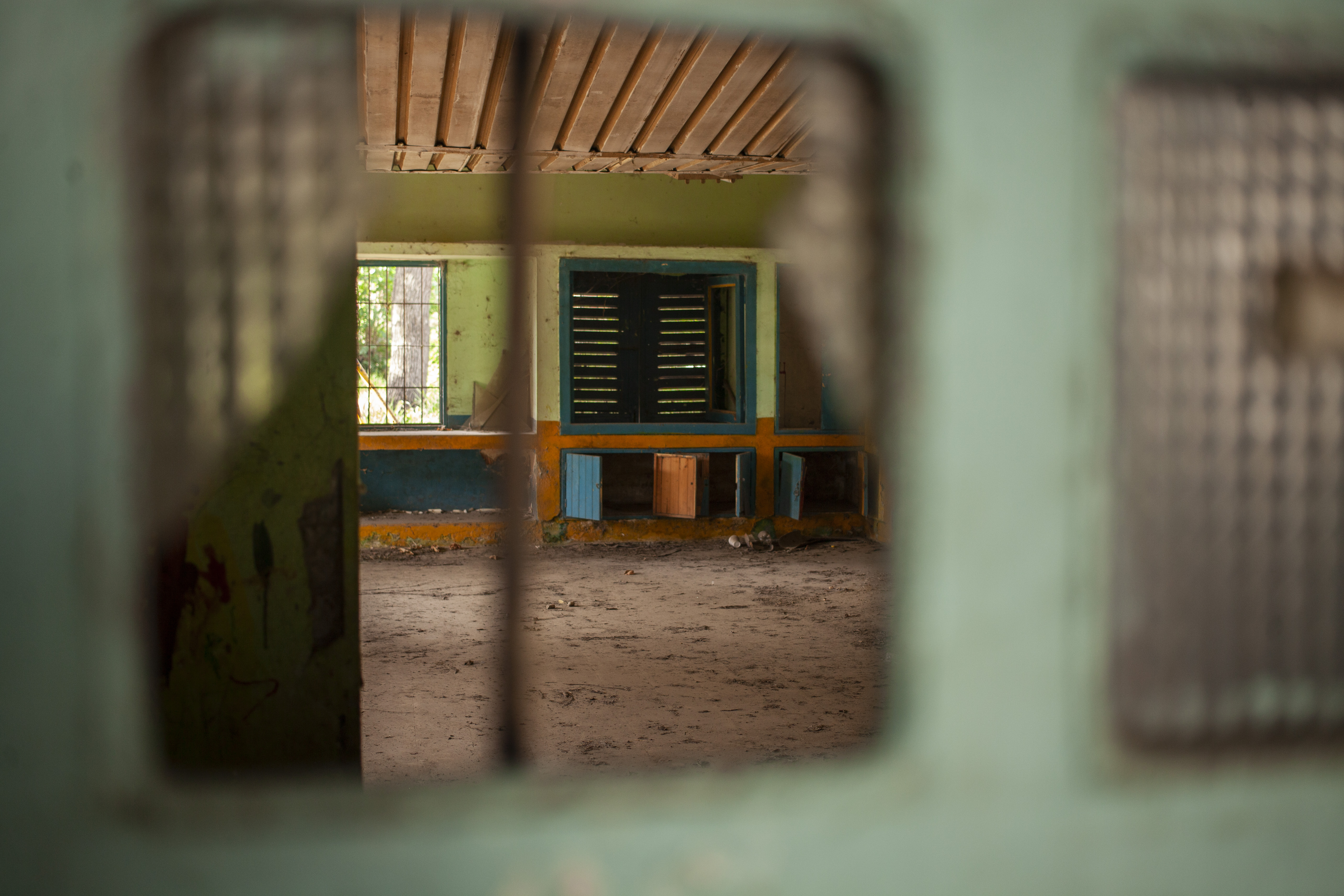
Aula
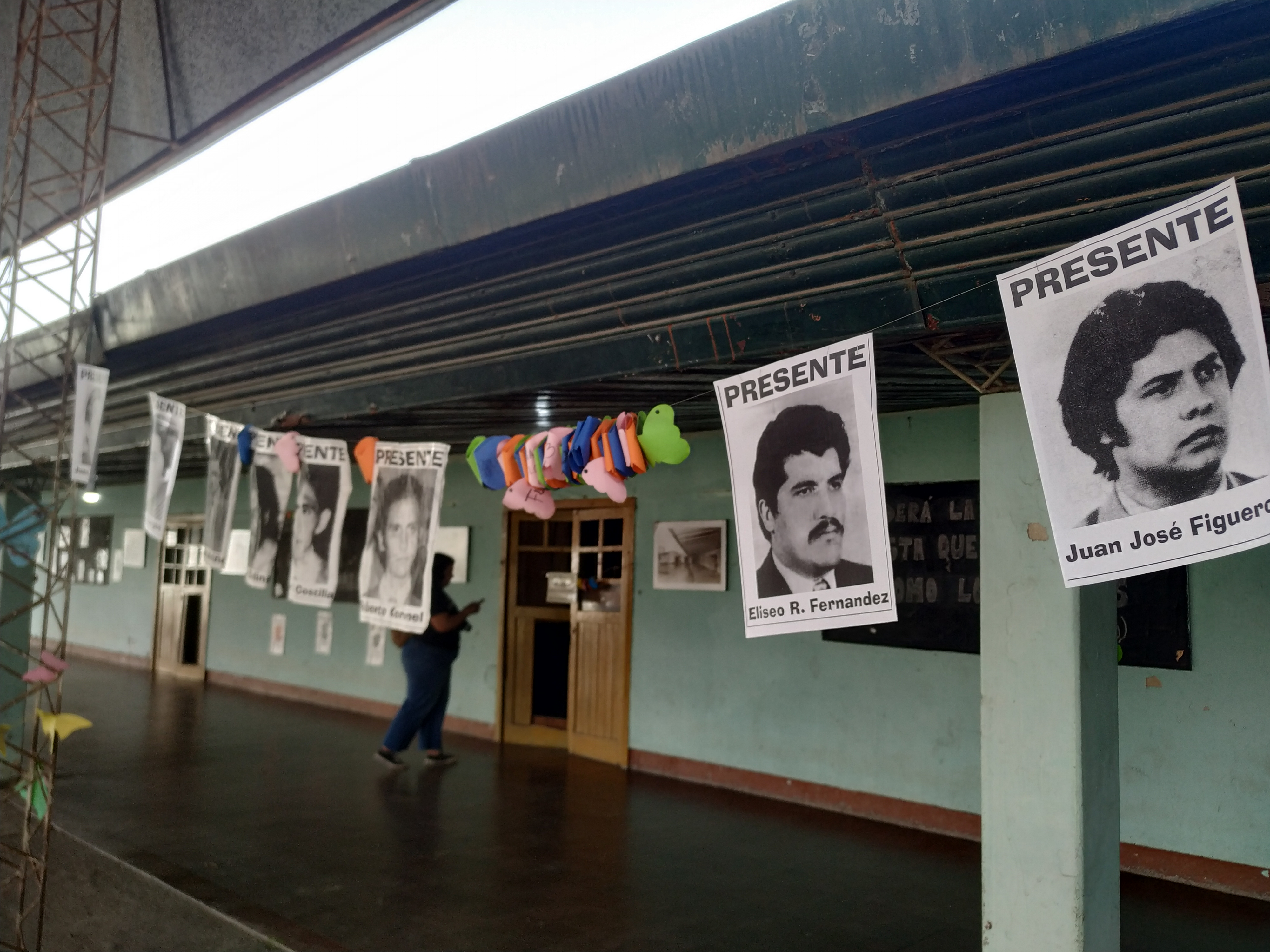
Galerías
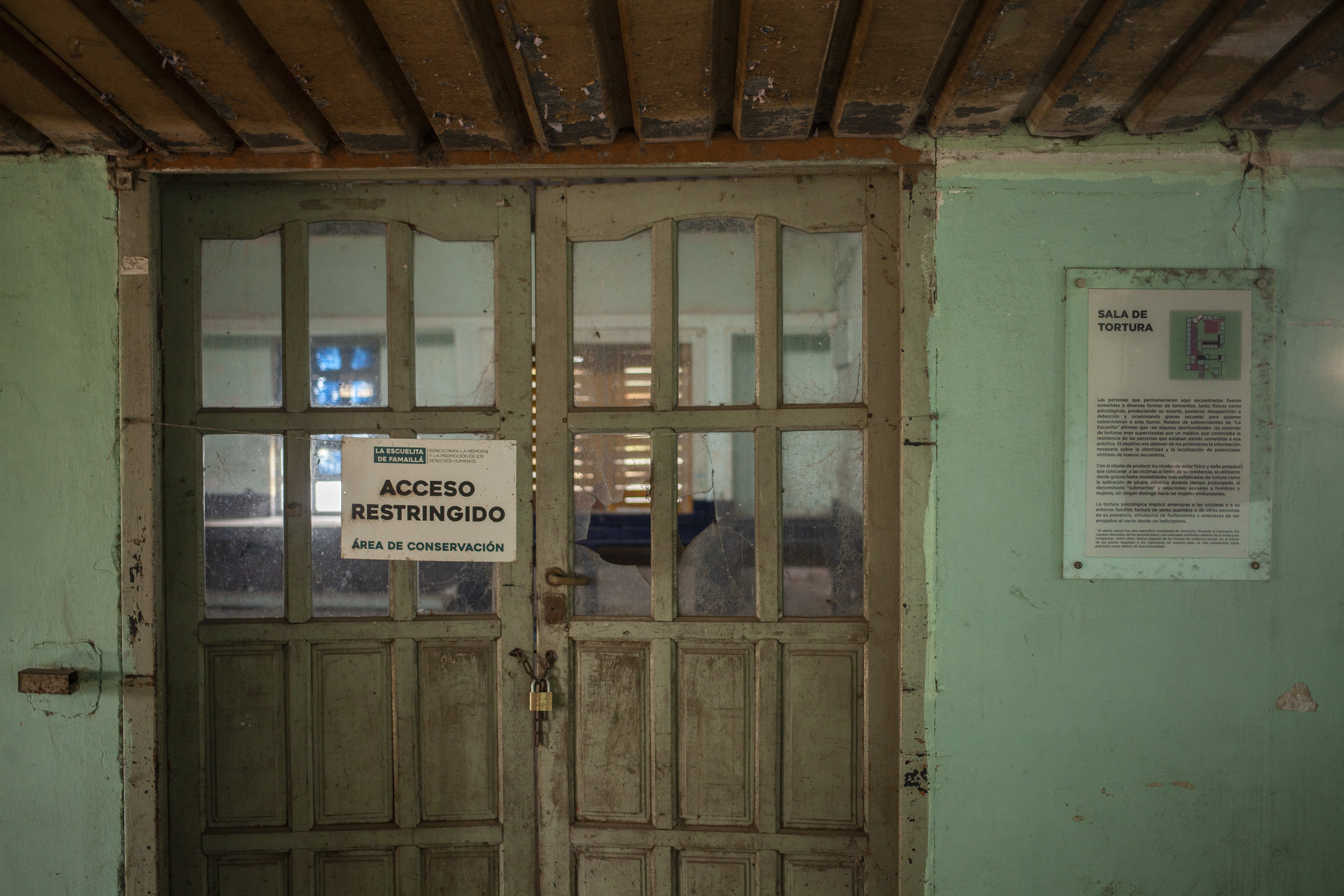
Sala de torturas
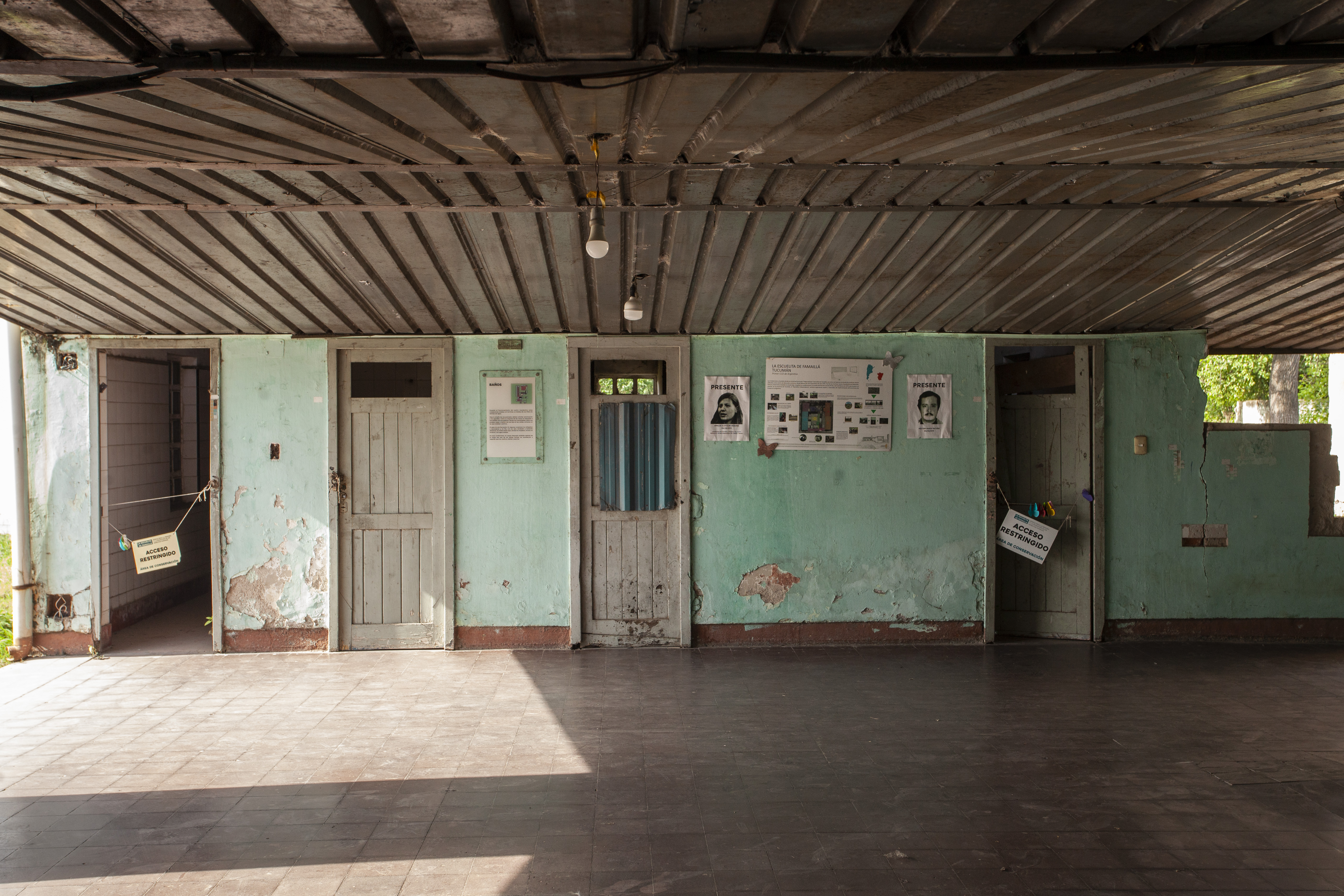
Baños

## Sitio de memoria

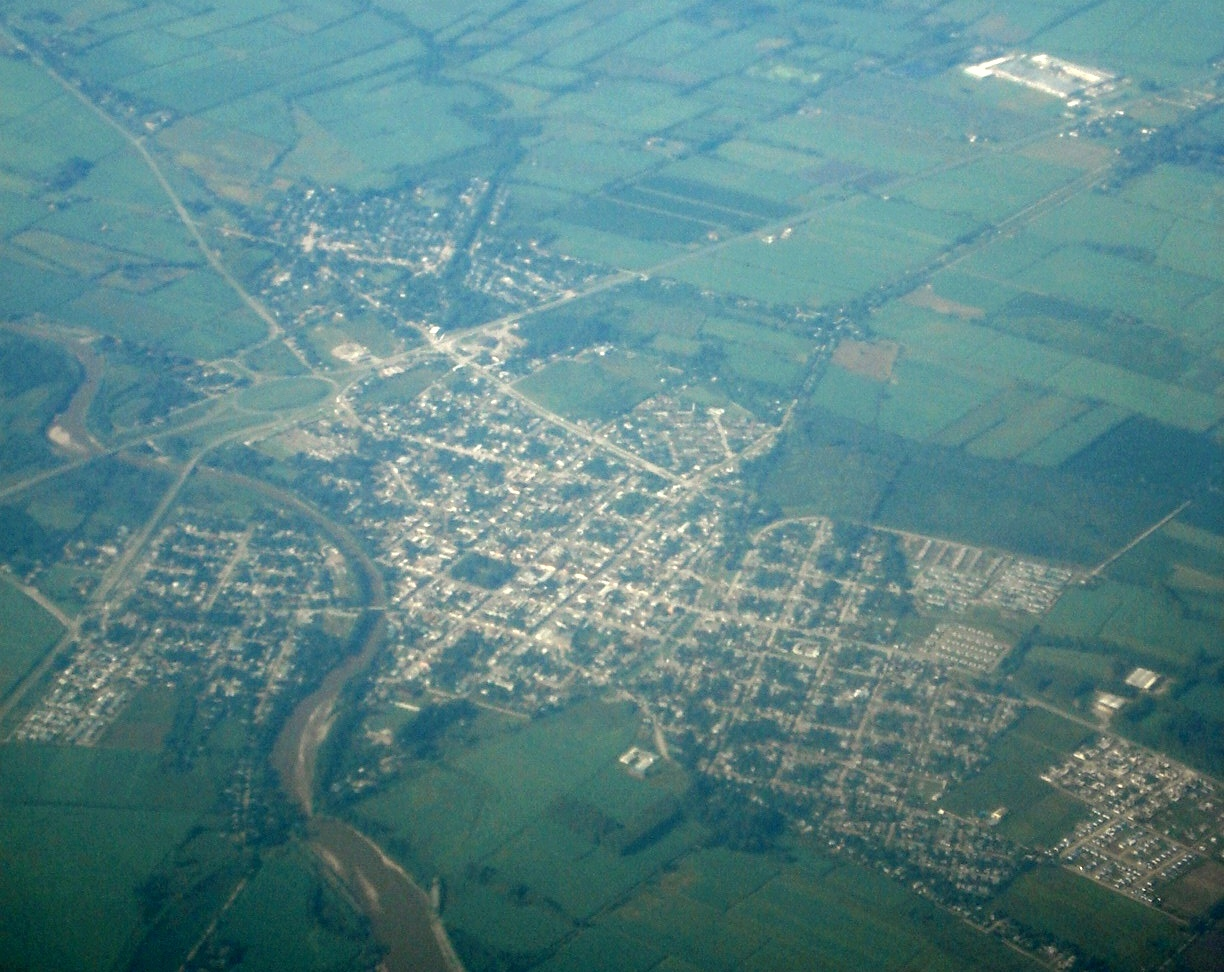
Vista aérea de Famaillá (Tucumán).

En virtud de la persistente demanda de los organismos de Derechos Humanos, la Secretaría de Derechos Humanos a través de la Red Federal de Sitios de Memoria, comenzó a gestionar el traslado de la escuela a un nuevo edificio, hasta que consiguió el compromiso del Ministerio de Educación de la Nación para la construcción de un establecimiento en terrenos cedidos por la provincia de Tucumán. En marzo de 2011, se colocó la piedra basal de la nueva escuela «Brigadier Gral. Diego de Rojas», con la presencia del ministro de Educación, el gobernador de la Provincia y autoridades nacionales y provinciales.
El 2 de agosto de 2012, bajo el amparo de la Ley Nacional 26 691, la «Escuelita de Famaillá», fue señalizada como Sitio de Memoria.
El 5 de junio de 2013, en un acto que encabezó la entonces presidenta Cristina Fernández de Kirchner, a través de videoconferencia, el ministro de Educación y el secretario de Derechos Humanos de la Provincia, se inaugura la nueva escuela «Diego de Rojas» y se trasladó allí el nivel primario —el terciario continuó funcionando en «La Escuelita» hasta mayo de 2016—.

En esa ocasión se suscribió el Acuerdo de creación y puesta en funcionamiento del Espacio para la Memoria, Promoción y Defensa de los Derechos Humanos.Producto de este Acuerdo se constituyó la Comisión Interjurisdiccional, que tiene como misión la puesta en marcha del Espacio, a partir de la convocatoria a los organismos de derechos humanos, sobrevivientes del terrorismo de Estado y organizaciones políticas y sociales a conformar una Mesa de Consenso.
Queremos contar la historia no solo de lo que fue este centro clandestino de detención, el horror de los crímenes de lesa humanidad durante el Operativo Independencia, sino también reconstruir la memoria del sur tucumano. (...) Actualmente, en la Escuelita de Famaillá trabajan para terminar de darle forma al “primer espacio para la memoria de Tucumán y del norte argentino", porque por esta escuelita también pasaron santiagueños, catamarqueños.
La actividad para la educación y promoción en Derechos Humanos que lleva adelante "la Escuelita" está organizada en tres áreas: administración, comunicación y educación. La mayoría de los trabajadores son voluntarios. La gestión del espacio es compartida por la Secretaría de Derechos Humanos y el Ministerio de educación, tanto nacional como provincial.